# György Cserhalmi
György Cserhalmi (* 17. února 1948, Budapešť) je maďarský herec.

## Život
Vyrůstal v Debrecínu v rodině operních pěvců. Po maturitě studoval na Divadelní a filmové akademii, kterou absolvoval v  roce 1971. První angažmá získal v debrecínském divadle Csokonai. Prošel několika oblastními divadly, byl i členem Národního divadla v Budapešti. Před filmovou kamerou se tento charismatický herec objevil již na počátku 70. let 20. století. Jeho filmografie je velmi obsáhlá. Do širšího povědomí se zapsal rolí Oresta ve snímku režiséra Miklóse Jancsó Elektro, má lásko z roku 1974. Výraznější role vytvořil i ve snímcích významného maďarského filmaře Istvána Szabó Mefisto (1981) a Hanussen (1988).
Od poloviny 80. let se objevoval i ve snímcích slovenských tvůrců Iná láska (1985), Let asfaltového holuba (1990), Něha (1991).
Českým divákům je znám zejména z filmů  Pevnost (1994) a Želary (2003).

Za roli Ewalda ve filmu Drahomíry Vihanové  Pevnost byl nominován na Českého lva.

## Filmografie (výběr)
- Tvář (1970) – Andi
- Hranice lásky (1973)
- Elektro, má lásko (Szerelmem, Elektra) (1974) – Orestés
- Fantómovy dukáty / Kísértet Lublón (1976) – Mihály Kaszparek / Mihály Csernyiczky
- K.O. (1978) – Csungi
- Maďarská rapsódie / Magyar rapszódia (1979) – István Zsadányi
- Mefisto (1981) – Hans Miklas
- Sup / Dögkeselyü (1982) – Simon József
- Milenci na odpoledne / Szeretök (1983) – Tamás
- Iná láska (1986) – Joneš
- Trn pod nehtem / Tüske a köröm alati (1987) – András Hódosi
- Hanussen (1988) – hrabě Trantow-Waldbach
- Horoskop Ježíše Krista / Jézus Krisztus horoszkópja (1988) – Jozef K.
- Let asfaltového holuba (1990) – Dodův otec
- Něha (1991) – Viktor
- Valčík na modrém Dunaji / Kék Duna keringő (1991) – bratranec
- Pevnost (1994) – Ewald
- Tlející cigareta / Hamvadó cigarettavég (2001) – generál
- A Hídember (2002) – baron Wesselényi
- Želary (2003) – Joza
- Nepochovaný mŕtvy (2004) – vězeňský lékař
- Marhuľový ostrov [TV] (2011) – muž
- Drazí zrazení přátelé / Drága besúgott barátaim (2012) – Andor
- Měsíc Jupitera / Jupiter Hodja (2017) – László